# Список прем'єр-міністрів Катару
У статті подано список прем'єр-міністрів Катару.
Прем'єр-міністр (араб. رئیس الوزرا القطری є другою особою в державі після еміра та є головою уряду.

## Список прем'єр-міністрів
| Порядок | Ім'я                                      | Портрет | Початок повноважень | завершення повноважень |
| ------- | ----------------------------------------- | ------- | ------------------- | ---------------------- |
| 1       | Халіфа бін Хамад Аль Тані                 |         | 29 травня 1970      | 27 червня 1995         |
| 2       | Хамад бін Халіфа Аль Тані                 |         | 27 червня 1995      | 29 жовтня 1996         |
| 3       | Абдалла бін Халіфа Аль Тані               |         | 29 жовтня 1996      | 3 квітня 2007          |
| 4       | Хамад бін Джасім бін Джабер Аль Тані      |         | 3 квітня 2007       | 26 червня 2013         |
| 5       | Абдулла бін Нассер бін Халіфа Аль Тані    |         | 26 червня 2013      | 28 січня 2020          |
| 6       | Халід бен Халіфа бен Абдул Азіз Аль Тані ‎ |         | 28 січня 2020       |                        |